# Mops demonstrator
Tadarida demonstrator — вид кажанів родини молосових.

## Середовище проживання
Країни поширення: Буркіна-Фасо, Камерун, Демократична Республіка Конго, Кот-д'Івуар, Гана, Судан, Уганда. Цей вид знайдений у відкритих і сухих саванах і луках Сахари.

## Стиль життя
Тварини, як правило, зустрічаються поодинці або в невеликих групах до 12 осіб. Тварини спочивають у тріщинах порід і тріщинах стовбурів дерев.